# MrGay.dk
 Der er for få eller ingen kildehenvisninger i denne artikel, hvilket er et problem. Du kan hjælpe ved at angive troværdige kilder til de påstande, som fremføres i artiklen.

MrGay.dk er den danske skønhedskonkurrence for bøsser, hvor vinderen går videre til Mr Gay Europe.
Konkurrencen har kørt i Danmark siden 2001 og afholdes af homobladet Out & About i samarbejde med forskellige sponsorer.
I Danmark er konkurrencen ikke så stor og foregår over længere tid. Til Mr Gay Europe foregår det hele på 5 dage, hvor der er prøver, shows og forskellige tests, som deltagerne skal igennem.

## Vindere
- 2001: Martin Lindsgaard
- 2002: Thomas Sørensen
- 2003: Hugues Maxime Germany
- 2004: Aflyst
- 2005: Ingen konkurrence
- 2006: Mikkel Svarre
- 2007: Aflyst
- 2008: Mitchel Nebelong-Ibsen (titlerne Mr.Gay Øresund og MrGay.dk  – dette år blev det afholdt i samarbejde med Sverige)
- 2009: Ingen konkurrence
- 2010: Brian Friis (MrGayUnderwear) & Mats Nielsen (MrGay.dk)
- 2011: Jobbe Joller
- 2012: Michael Sinan Aslanes[2]
- 2013: Christian-Sebastian Lauridsen
- 2014: Ej afholdt
- 2015: Ej afholdt
- 2016: Ingen konkurrence ( tildelt MrGay.dk prisen til Danni Sigen )

## Ekstern henvisning
- MrGay.dk's hjemmeside

|  | Denne artikel om en begivenhed kan blive bedre, hvis der indsættes et (bedre) billede. Du kan hjælpe ved at afsøge Wikimedia Commons for et passende billede eller lægge et op på Wikimedia Commons med en af de tilladte licenser og indsætte det i artiklen. |